# Le Cinquième Empire
Pour plus de détails, voir Fiche technique et Distribution.
Le Cinquième Empire (O Quinto Império - Ontem Como Hoje) est un film historique franco-portugais de Manoel de Oliveira, sorti en 2004.

## Synopsis
Au XVIe siècle, au Portugal, le jeune roi Dom Sebastião est en proie aux doutes : contre l'avis de ses proches, de la noblesse et d'un mystérieux cordonnier, il rêve de partir en Afrique pour se battre et suivre les glorieuses traces de ses ancêtres. 

## Fiche technique
- Titre : Le Cinquième Empire
- Titre original : O Quinto Império - Ontem Como Hoje
- Réalisation : Manoel de Oliveira
- Scénario : Manoel de Oliveira d'après le roman El-Rei Sebastião de José Régio
- Production : Paulo Branco pour Gémini Films (France) ; Madragoa Filmes (Portugal)
- Budget : 7,5 millions d'euros
- Musique : Carlos Paredes
- Photographie : Sabine Lancelin
- Montage : Valérie Loiseleux
- Décors : Zé Branco
- Costumes : Isabel Branco
- Pays d'origine :  Portugal et  France
- Format : couleurs - 1,66:1 - Dolby Surround - 35 mm
- Genre : historique
- Durée :  127 minutes
- Dates de sortie :
  - Italie : 9 septembre 2004 (Mostra de Venise)
  - Portugal : 27 janvier 2005
  - France : 4 mai 2005

## Distribution
- Ricardo Trêpa : le roi Sebastião
- Luís Miguel Cintra : Simao, le cordonnier
- Glória de Matos : la reine Catarina
- David Almeida : un bouffon
- Miguel Guilherme : un bouffon
- Ruy de Carvalho : un conseiller
- José Manuel Mendes : un conseiller
- Luis Lima Barreto : un conseiller
- Rogerio Samora : un noble